# Theo Jansen
Theo Jansen (ur. 14 marca 1948 w Hadze) – holenderski naukowiec i artysta działający w dziedzinie sztuki kinetycznej.

## Życiorys
Z wykształcenia jest fizykiem. Studia ukończył na Uniwersytecie Technicznym w Delfcie. Znany jest głównie ze swoich skomplikowanych konstrukcji, stworzonych z cienkich plastikowych rurek, które poruszają się wykorzystując siłę wiatru. Artysta buduje i rozwija te stworzenia od 1990 roku aż do dziś. Ze względu na to, że działanie swoich mechanizmów Jansen testuje głównie na plaży, gatunek swoich prac nazwał Strandbeest, czyli plażowe stworzenia. Artysta nie skupia się na pięknie swoich prac i nie próbuje naśladować natury, głównie liczy się dla niego funkcja i ruch. Jego marzeniem jest, by w przyszłości swoje prace wyposażyć w mechanizmy pozwalające na samodzielne, niezależne od człowieka życie z własną inteligencją. Na popularność jego prac wpłynęła marka BMW, która wykorzystała jego twórczość w swoim spocie reklamowym. Wiele ze swoich teorii dotyczących życia i ewolucji zawarł w swojej książce „Great Pretender”.